# Дельфийский оракул

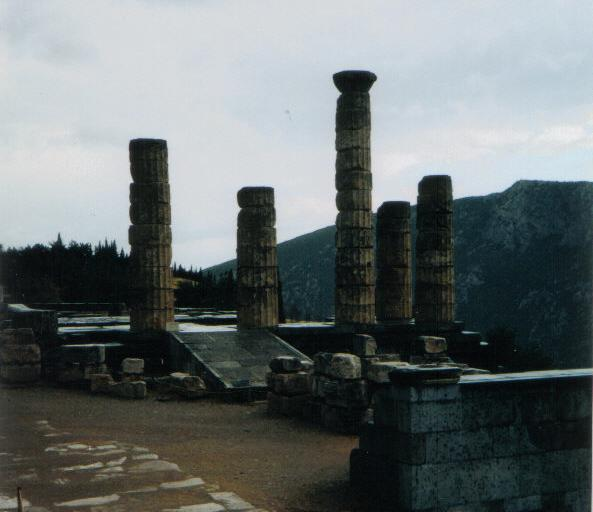

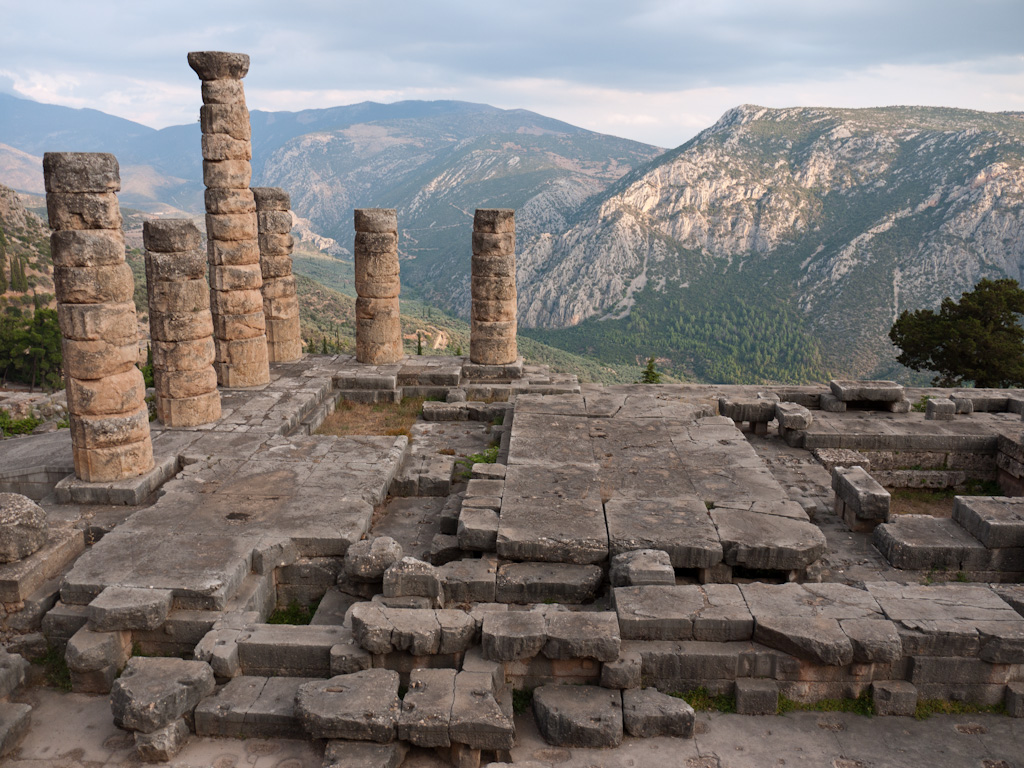
Руины храма Аполлона в Дельфах

Дельфийский оракул (греч. Μαντείο των Δελφών), также Пифия (греч. Πυθία) — оракул при храме Аполлона в Дельфах, расположенных у подножия южного склона горы Парнас в Фокиде.
Согласно древнегреческой мифологии, основан самим Аполлоном на месте его победы над чудовищным змеем Пифоном. Дельфийский оракул, где номинально главным лицом была жрица (пифия), но фактически все предсказания формулировались толковавшими её жрецами храма, был одним из главных прорицалищ в эллинском мире.
Его появление относят к микенскому времени, а окончательное исчезновение — к IV веку н. э., расцвет оракула приходится на VII—V века до н. э. архаического и классического периодов истории Древней Греции.
Дельфийский оракул являлся символом Аполлоновой мудрости.

## Мифология
Изначально оракул принадлежал Гее, охранялся драконом Пифоном (по другой версии, драконихой) и место называлось Пифо (др.-греч. πύθω — подвергать гниению). Это было тогда, когда, как отмечает Бетти Редис, культ Геи был основным по всей Греции, пока его не вытеснили олимпийские боги. Первой пророчицей Геи была горная нимфа Дафна (др.-греч. ἡ Δάφνη — лавр).
От матери Геи Фемида получила Дельфийский оракул, который передала сестре Фебе, а та — внуку Аполлону, который, обучившись искусству прорицания у Пана, прибыл в Дельфы, где убил охранявшего вход в прорицалище дракона Пифона и овладел оракулом. Тёмные хтонические пророчества сына Земли уступили место воле Зевса, отца богов и устроителя нового, Олимпийского космического порядка, выразителем которой выступил «метатель солнечных лучей», вызывающие в земле испарения для прорицания.
После поражения и погибели дракона Аполлон собрал его пепел в саркофаг и установил траурные игры в честь Пифона. Затем Аполлон отправился искать жрецов для своего храма. В море он увидел корабль, идущий из Кносса, что на Крите. Обернувшись дельфином, он силой своих чар привёл корабль в Крису, где открылся морякам и поведал о их предназначении. В Крисе моряки воздвигли жертвенник Аполлону, и он был назван Дельфийским, в честь образа, в котором Аполлон им явился. Из Крисы моряки отправились к Парнасу, где стали первыми жрецами храма Аполлона. Пчёлы принесли из страны гипербореев храм из воска, а все последующие храмы сооружались по его образцу. Первой пифией была Фемоноя.
По Эсхилу, Дельфийский оракул первоначально принадлежал древнейшей прорицательнице, богине Гее, которая передала его своей дочери Фемиде, а та, в свою очередь, — своей сестре Фебе, которая предоставила его в виде подарка при рождении своему внуку Аполлону.
По ещё одной версии, после совместного владения оракулом Геи и Дафны, а затем Геи с Посейдоном, Гея передала свою часть Фемиде, а та — Аполлону, который выменял часть, принадлежавшую Посейдону, на остров Калаврию.
По гомеровскому гимну в честь пифийского (эпитет) Аполлона — он, вскоре после своего рождения прибыв с острова Делоса, овладевает оракулом, убивая своими стрелами охранявшего его змея Пифона, сына Геи, и назначает своими жрецами критских мужей из города Кносса; Аполлону пришлось очистить себя от убиения Пифона и смягчить гнев Геи.
В «Теогонии» Гесиода со святилищем в Пифо связывается древний миф о борьбе Зевса с Кроносом. Когда Зевс заставил Кроноса извергнуть назад съеденных им братьев и сестер Зевса, первым был извергнут камень, который под видом младенца-Зевса Рея скормила Кроносу. Зевс установил этот камень в Пифо в долине рядом с Парнасом.
По ещё одной версии, основателем древнего оракула Пифо считался сын Посейдона и нимфы Клеодоры Парнас, именем которого была названа гора Парнас.

## История
Археологические раскопки, проводимые с конца XIX века, показали, что Касталийское ущелье было заселено с середины II тысячелетия до н. э., a религиозная значимость Дельф уходит корнями в Микенское время. Мифы о Пифоне свидетельствуют о доаполлоновском культе, о догреческих истоках оракула. Святилище возникло, возможно, ещё на рубеже X—IX веков до н. э. Дельфийский оракул был одним из древнейших, но позднее додонского. Ещё Гомер в Илиаде пишет о «храме Феба пророка в Пифосе, утёсами грозном». Павсаний (Описание Эллады) рассказывает о четырёх последовательно построенных храмах: из лаврового дерева, из воска и перьев, из меди и камня.
Каменный храм, построенный, по преданию по желанию Аполлона зодчими Агамедом и Трофонием в середине VII века до н. э., сгорел в 548 году до н. э. и был заменён новым, построенным с большим великолепием в дорийском стиле дельфийскими амфиктионами (постройка им обошлась в 300 талантов), он был разрушен землетрясением в 373 году до н. э. Нынешние руины являются остатками сооружения 369—339 годах до н. э. Так как Аполлон считался покровителем колониальных экспедиций и вновь основанных городов, то перед началом новой экспедиции было принято обращаться к оракулу. Благодаря этому храм Аполлона стал своеобразным центром греческой колониальной политики, которую в изрядной степени контролировали жрецы оракула. В подданство принимались вновь создаваемые храмы в разных концах Средиземного моря. Были налажены отношения с этрусской династией Тарквинеев в Риме через посредство куманского храма. После падения этой династии (510 год до н. э.) дельфийские жрецы, способствуя перенесению оракулов Кумской сивиллы (сивиллиных книг) в Рим, смогли оказать воздействие на постепенную эллинизацию римской религии.
Расцвет Дельфийского оракула приходится на VII—V века до н. э. По всем важным вопросам государственной и личной жизни было принято обращаться к оракулу. Был осуществлён политический союз со Спартой, которая стала светским мечом храма[прояснить]. В Дельфы спешили посольства с богатыми дарами из многих царств Древнего мира. Мидас преподнёс в подарок храму золотой трон. Крёз был поклонником дельфийского Аполлона. Ослабление влияния храма началось со времени греко-персидских войн, когда Дельфы приняли сторону персов, надеясь стать религиозным центром Персидской империи. Но ещё во времена римского владычества в храме хранились денежные вклады из разных районов Средиземноморья. Сокровищницы афинян и других городов и государств Греции украшали священные участки в Дельфах и частично сохранились до сих пор как образцы античной архитектуры.
Храм неоднократно был разграблен, горел во время нашествия галлов в 279 году до н. э., а при императоре Феодосии (391 год н. э.) его окончательно закрыли.
К. К. Зельин отмечал своеобразие местных отношений в Дельфах, в отличие от остальной Греции.
По мнению В. Тарна, Дельфы всегда стояли на страже гуманности. Однако Ф. Бёмер считает прямо наоборот, полагая, что у тамошних жрецов вообще отсутствовала «человечность» в современном смысле этого слова.

## Храм
Храм находился на южном скалистом склоне Парнаса на высоте 700 м над уровнем моря. Склоны окрестных гор изобиловали источниками, наиболее известным из которых является Кастальский, окружённый лаврами, посвящёнными Аполлону. Около этого источника музы и нимфы источников собирались для пения под аккомпанемент аполлоновой лиры.
На фронтоне храма были изречения Семи мудрецов: «познай самого себя», «ничего сверх меры», а также загадочное изображение буквы «Ε». Деревянное изображение этой буквы было приношением Семи мудрецов, афиняне заменили его на медное, а императрица Ливия подарила золотое.
О значении этой надписи существует трактат Плутарха (I—II века н. э.) «О надписи „Е“ в Дельфах», в котором высказываются следующие версии о смысле символа:

«Е» означает число «5», поскольку мудрецы хотели этим сказать, что их всего пять (Хилон, Фалес, Солон, Биант и Питтак), а тираны Клеобул и Периандр Коринфский не заслуживают имени мудрецов; «Е» означает вопросительную частицу εἰ и указывает, что к Аполлону обращаются с вопросами; буква «Е» означает второе лицо от глагола εἰμι — εἷ, то есть «ты еси», ибо при входе в храм бог встречает входящих словами «Познай себя», а отвечать ему следует «ты еси», утверждая в нём тем самым истинное и чистое бытие; «Е» означает греческий союз εἰ («если») и указывает на присущую Аполлону диалектику;
«Е» может соответствовать пифагорейской пятёрке.

Для посетителей были доступны: жертвенник Посейдону, статуи двух Мойр, Зевса-Мойрагета, Аполлона и железный трон поэта Пиндара.
Открытым остаётся вопрос про расселину в скале, откуда якобы поднимались дурманящие испарения. При исследовании храма Аполлона не было обнаружено никаких следов трещины или пещеры.

## Оракул
Святилище посещалось большим количеством паломников, и доступ к оракулу был весьма свободен, однако вопрошавшие могли обращаться к нему лишь в определённые дни, при этом они должны были подвергнуться ряду очистительных церемоний, совершить жертвоприношение и внести некоторую плату.
Во внутренней части храма (адитон), недоступной для вопрошающих, находились золотая статуя Аполлона, лавровое дерево, священный источник и беломраморный Омфал с двумя золотыми орлами, а под ним находился саркофаг с пеплом Пифона. Посреди амфитеатра была площадка с расселиной в скале, из которой поднимались испарения ядовитого источника. Здесь же стоял золотой треножник.

## Пророчества
В древности прорицания давались один раз в год — в день рождения Аполлона — 7 бисия (середина февраля — середина марта), когда он возвращался от гипербореев. С VI века до н. э. стали проводиться ежемесячно по седьмым числам, кроме трёх зимних месяцев, когда Аполлон гостил у гипербореев, а ещё позже — ежедневно, кроме особых нечистых дней, а также Пифия отказывалась давать прорицания человеку, осквернённому преступлением.
Пифия выбиралась независимо от социальной принадлежности. До принятия сана она могла быть замужем. От неё требовались преданность Аполлону и целомудрие. Перед пророчеством Пифия, омывшись в Кастальском источнике, надев златотканую одежду, распустив волосы, надевала на голову венок из лавровых ветвей, спускалась в адитон, где она пила из источника, жевала лавр, садилась на высокий треножник и, вдыхая испарения, принималась пророчествовать. При этом Пифия впадала в наркотический экстаз, произносила неясные отдельные фразы и бормотания, которые записывали и толковали жрецы (др.-греч. προφήτης — профеты) храма как пророчество Аполлона.
Одним из наиболее известных пророчеств, согласно Геродоту, был ответ Пифии афинянам в 480 г. до н. э., что им делать против персидского нашествия орд Ксеркса на Элладу. «Спасайтесь за деревянными стенами», был ответ, который посчитали слишком туманным. И лишь стратег Фемистокл справедливо оценил это пророчество как совет опираться на флот из тогдашних деревянных судов в борьбе с персами.
Геродот, Фукидид, Ксенофонт и другие древние авторы приводят более пятидесяти пророчеств и ответов Пифии, многие из которых весьма конкретны или поражают своим образным содержанием и намёками. «Не обжигай сосудов в печи» значило «не сжигай людей в башне». «Положил хлеб в холодную печь» — «совокупился с трупом удушенной жены». «Найдёшь своего коня» — получатель пророчества Дафидас из Пергама (II век до н. э.) решил высмеять оракула и обратился к нему с вопросом, где он найдет своего коня, которого якобы потерял, и через несколько дней нашёл свою смерть в местечке Иппос (конь).

### Сократ самый мудрый из людей
Ксенофонт в своих «Воспоминаниях о Сократе» пишет, что один его ученик по имени Херефонт отправился к оракулу в Дельфы спросить, кто мудрейший из людей. Пифия ответила, что мудрее всех, без сомнения, Сократ.

### Начав войну, погубишь великое царство
Известное предсказание, которое получил в Дельфах богатейший лидийский царь Крёз, воевавший с Персией. Ему было сказано: «Если ты перейдешь реку Галис, то погубишь великое царство». Обнадёженный Крез потерпел сокрушительное поражение от Кира. На жалобу Крёза оракулу ему было указано, что в предсказании не было сказано, чьё именно царство.

### Сражаться серебряными копьями
На вопрос царя Македонии Филиппа, отца Александра Великого, как добиться победы над соседними державами: «Сражайся серебряными копьями, и ты везде победишь». Впоследствии Филипп, раньше соседей начавший чеканить золотую монету, подчинял один за другим греческие города, говоря, что нет такой неприступной крепости, куда не смог бы войти ослик, навьюченный золотом.

### Александру Македонскому: «Ты непобедим, сын мой!»
Плутарх, Жизнь Александра: «Желая вопросить бога о предстоящем походе, Александр прибыл в Дельфы. Случилось так, что его приезд совпал с одним из несчастливых дней, когда закон не позволяет давать предсказания. Сначала Александр послал за прорицательницей, но так как она, ссылаясь на закон, отказалась прийти, Александр пошел за ней сам, чтобы силой притащить её в храм. Тогда жрица, уступая настойчивости царя, воскликнула: „Ты непобедим, сын мой!“ Услышав это, Александр сказал, что он не нуждается больше в прорицании, так как уже получил предсказание, которое хотел получить».

### Лжепророчества и коррупция. Завершение истории прорицалища
Геродот приводит рассказ об обращении в Дельфы относительно законности происхождения царя из дома Эврипонтидов сына Аристона Демарата: желая его низложить, его коллега Клеомен использовал широко распространённый слух, что он был бастардом, «У спартанцев из-за этого возникли разногласия, и было решено вопросить оракул в Дельфах, Аристонов ли сын Демарат. Клеомен сумел привлечь на свою сторону Кобона, сына Аристофанта, весьма влиятельного человека в Дельфах, который убедил Пифию Периаллу дать ответ, угодный Клеомену: Демарат — не сын Аристона. Впоследствии, когда обман раскрылся, Кобон был изгнан из Дельф, Пифия лишилась сана», — пишет О. В. Кулишова. По версии Геродота, по причине своего нечестия Клеомен, подкупивший пифию, впоследствии сошёл с ума.
В другом случае О. В. Кулишова приводит пример, как Алкмеониды сыграли решающую роль в свержении тирании в Афинах — через подкуп дельфийского жречества на содержащие указание сделать это в ответах оракула лакедемонянам.
В конце III века до н. э. римляне, прибывшие в Дельфы в труднейший момент своей борьбы с Ганнибалом во время Второй пунической войны, получили известное предсказание Пифии о победе в этой войне. После разграбления Афин и Аттики Суллой в 84 г. до н. э. отчаявшиеся афиняне обратились к оракулу с вопросом о будущем великого города и получили ответ: «В воду окунется мех, но его потопить не удастся» (Павсаний. Описание Эллады. Пер. С. П. Кондратьева). Впрочем, Сулла разграбил и Дельфы, и Олимпию. Пару десятилетий спустя будущий оратор Марк Туллий Цицерон, обучаясь в Афинах, спросил у оракула, как стать знаменитым. «В жизни своей следуй правде естества, а не мнению большинства» — был ответ.
Великие греческие святилища были разрушены христианами уже в IV веке нашей эры. Статуя Аполлона из Дельф была вывезена в Константинополь. Приближенный последнего императора-язычника Юлиана Отступника Орибасий нашёл жрецов в разграбленном храме. «Отныне Феб не имеет никакого пристанища и никакого пророческого венца на земле», — ответили жрецы. Последние их слова гордо и трагически венчают полуторатысячелетнию историю античного мира, говоря сразу о всех великих прорицалищах Эллады — о роще Зевса в Додоне, о святилищах Аполлона в Дельфах и на Делосе: «Уж не вещает Дуб, не прорицает Священный сосуд, безмолвна статуя Аполлона, умолкла Пифия, и Лавр лишь древо, оплаканное в мифе, и только Кастальская вода смеется.» (Там же, примечания, пер. Ирины Евсой и А. Ю. Новикова).